# Provinces de la république démocratique du Congo
Les provinces sont les premières subdivisions, de la république démocratique du Congo. Elles sont au nombre de vingt-six.

## Découpage administratif et provinces actuelles
L'article 2 de la constitution de 2006 de la république démocratique du Congo, spécifie un découpage du pays en vingt-six provinces, comprenant la ville-province de Kinshasa. Votée en février 2006, cette nouvelle organisation territoriale devait prendre effet dans les trois ans qui suivaient l’installation effective des institutions politiques prévues par la Constitution (article 226), c'est-à-dire en février 2009. Depuis juin-juillet 2015, les nouvelles provinces ont été mises en place.
Les vingt-six provinces actuelles sont les suivantes :
| Carte cliquable |
| --- |
| \| Bas-Uele Équateur Haut-Katanga Haut-Lomami Haut-Uele Ituri Kasaï Kasaï-Centr. Kasaï-Or. Kinshasa Kongo Central Kwango Kwilu Lomami Lualaba Mai-Ndombe Maniema Mongala Nord-Kivu Nord-Ubangi Sankuru Sud-Kivu Sud-Ubangi Tanganyika Tshopo Tshuapa \| |
| Bas-Uele Équateur Haut-Katanga Haut-Lomami Haut-Uele Ituri Kasaï Kasaï-Centr. Kasaï-Or. Kinshasa Kongo Central Kwango Kwilu Lomami Lualaba Mai-Ndombe Maniema Mongala Nord-Kivu Nord-Ubangi Sankuru Sud-Kivu Sud-Ubangi Tanganyika Tshopo Tshuapa       |

| No | Province       | Chef-lieu  | Superficie (km2) | Population (2015) |
| -- | -------------- | ---------- | ---------------- | ----------------- |
| 1  | Bas-Uele       | Buta       | 148 331          | 1 138 000         |
| 2  | Équateur       | Mbandaka   | 103 902          | 1 528 000         |
| 3  | Haut-Katanga   | Lubumbashi | 132 425          | 4 617 000         |
| 4  | Haut-Lomami    | Kamina     | 108 204          | 2 957 000         |
| 5  | Haut-Uele      | Isiro      | 89 683           | 1 864 000         |
| 6  | Ituri          | Bunia      | 65 658           | 3 650 000         |
| 7  | Kasaï          | Tshikapa   | 95 631           | 2 801 000         |
| 8  | Kasaï central  | Kananga    | 60 958           | 3 317 000         |
| 9  | Kasaï oriental | Mbujimayi  | 9 481            | 3 145 000         |
| 10 | Kinshasa       | Kinshasa   | 9 965            | 11 575 000        |
| 11 | Kongo-Central  | Matadi     | 53 920           | 5 575 000         |
| 12 | Kwango         | Kenge      | 89 974           | 2 152 000         |
| 13 | Kwilu          | Bandundu   | 78 219           | 5 490 000         |
| 14 | Lomami         | Kabinda    | 56 426           | 2 443 000         |
| 15 | Lualaba        | Kolwezi    | 121 308          | 2 570 000         |
| 16 | Mai-Ndombe     | Inongo     | 127 465          | 1 852 000         |
| 17 | Maniema        | Kindu      | 132 520          | 2 333 000         |
| 18 | Mongala        | Lisala     | 58 141           | 1 740 000         |
| 19 | Nord-Kivu      | Goma       | 59 483           | 6 655 000         |
| 20 | Nord-Ubangi    | Gbadolite  | 56 644           | 1 269 000         |
| 21 | Sankuru        | Lusambo    | 104 331          | 2 110 000         |
| 22 | Sud-Kivu       | Bukavu     | 65 070           | 5 772 000         |
| 23 | Sud-Ubangi     | Gemena     | 51 648           | 2 458 000         |
| 24 | Tanganyika     | Kalemie    | 134 940          | 3 062 000         |
| 25 | Tshopo         | Kisangani  | 199 567          | 2 352 000         |
| 26 | Tshuapa        | Boende     | 132 957          | 1 600 000         |

## Anciennes provinces

Ancien découpage du RDC avec six provinces.

### 1960-1963
Le découpage administratif issu de la colonisation belge reste en vigueur lors des premières années du Congo-Léopoldville.
| # | Province     | Chef-lieu       | Superficie (km²) |
| - | ------------ | --------------- | ---------------- |
| 1 | Équateur     | Coquilhatville  | 403 292          |
| 2 | Kasaï        | Luluabourg      | 325 183          |
| 3 | Katanga      | Élisabethville  | 496 877          |
| 4 | Kivu         | Costermansville | 256 803          |
| 5 | Léopoldville | Léopoldville    | 359 701          |
| 6 | Oriental     | Stanleyville    | 503 239          |

### 1966-1988

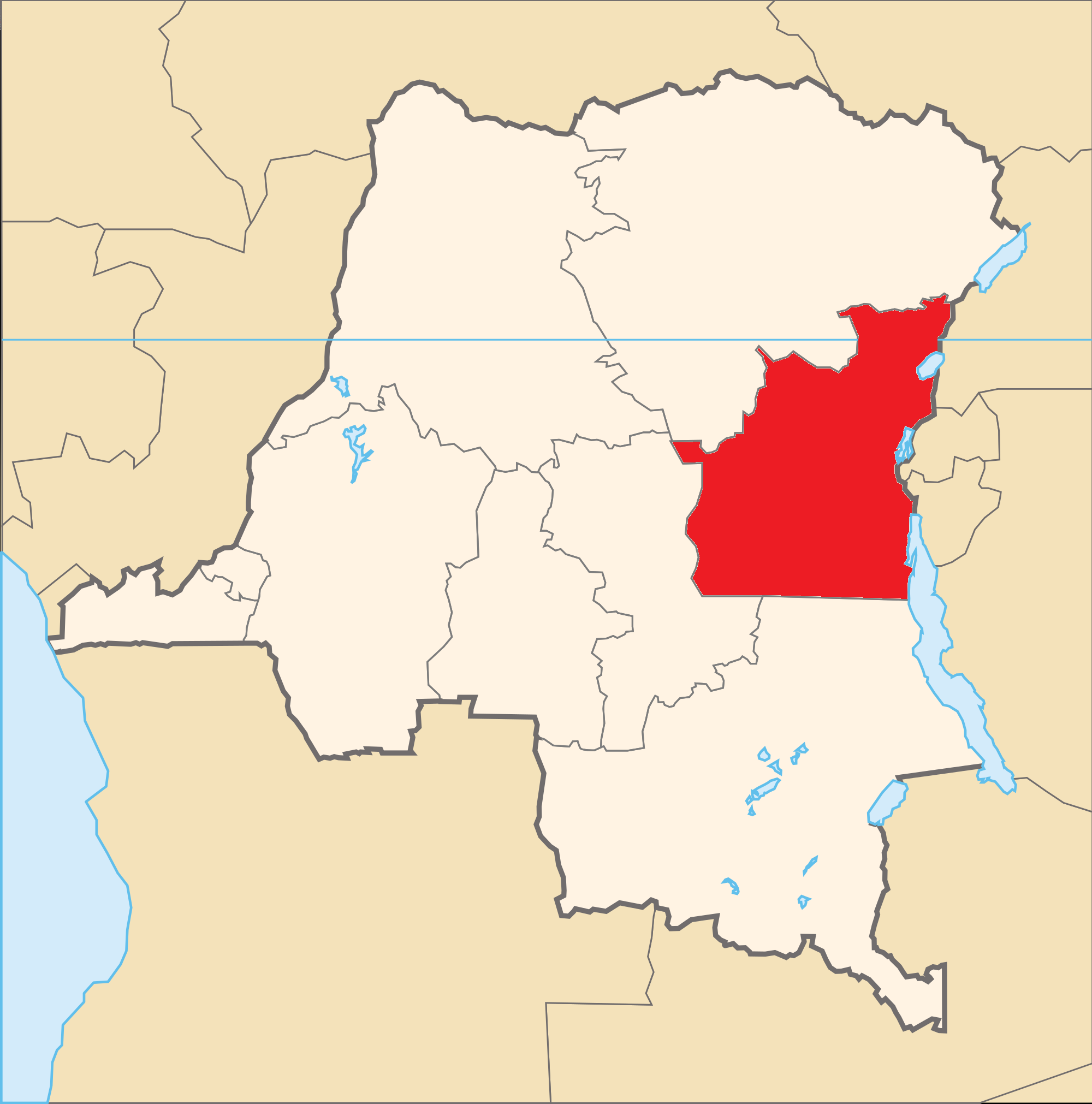
Ancien découpage en 9 provinces.

Avant 1988, avant le découpage de la province du Kivu, le Zaïre (République Démocratique du Congo actuelle) compte huit provinces (Bandundu, Bas-Zaïre(Bas-Congo), Équateur, Haut-Zaïre (Province Orientale), Kasai Occidental, Kasai Oriental, Kivu et Shaba (Katanga)) et une ville-province (la capitale Kinshasa)  
| #     | Province         | Chef-lieu  | Superficie (km²) | Population (2015) | Provinces suivantes (depuis 1988) |
| ----- | ---------------- | ---------- | ---------------- | ----------------- | --------------------------------- |
| 1     | Bandundu         | Bandundu   | 295 658          | 9 494 000         |                                   |
| 2     | Bas-Congo        | Matadi     | 54 078           | 5 575 000         |                                   |
| 3     | Équateur         | Mbandaka   | 403 292          | 8 596 000         |                                   |
| 4     | Kasaï-Occidental | Kananga    | 156 967          | 6 118 000         |                                   |
| 5     | Kasaï-Oriental   | Mbuji-Mayi | 168 216          | 7 698 000         |                                   |
| 6     | Katanga          | Lubumbashi | 496 877          | 13 207 000        |                                   |
| 7     | Kinshasa         | Kinshasa   | 9 965            | 11 575 000        |                                   |
| 8     | Kivu             | Bukavu     | 256 803          | 14 760 000        | Nord-Kivu, Sud-Kivu, Maniema      |
| 9     | Orientale        | Kisangani  | 503 239          | 9 003 000         |                                   |
| Total | Total            | Total      | 2 345 095        | 85 026 000        |                                   |

### 1988-2015
La constitution du 18 février 2006 prévoyait de convertir un grand nombre des districts de la RDC en provinces dans le cadre d'un programme de décentralisation. Le gouvernement se donnait 36 mois pour mener à terme le programme. En réalité, la progression a été beaucoup plus lente.
En octobre 2007, le ministre de l'Intérieur, Décentralisation et Sécurité, Denis Kalume Numbi, présente un projet de loi sur la décentralisation à l'Assemblée nationale. Le débat qui s'ensuit débouche sur un grand nombre de questions dont l'élaboration de plusieurs lois annexes ou d'accompagnement.
Lors d'un conclave de la coalition AMP en octobre 2010, il est proposé de réviser l'article 226, celui qui dispose la création de 26 provinces au lieu des 11 actuelles dans les 36 mois, afin de laisser plus de temps pour la transition.
En septembre 2011, le poste de ministre de la Décentralisation est supprimé.
Le 9 janvier 2015, l'Assemblée nationale vote une loi sur une nouvelle division administrative du pays, en disposant que les nouvelles provinces devaient être installées dans les 12 mois à dater de la mise en place d’une commission mixte pouvoir central-provinces chargée de l’installation de nouvelles provinces. C'est effectif depuis juin-juillet 2015.
Les élections des gouverneurs des nouvelles provinces ont lieu le 26 mars 2016 (sauf au Sud-Ubangi qui a lieu le 1er avril). Ces gouverneurs remplacent les commissaires spéciaux installés par le gouvernement. Les résultats définitifs seront publiés le 18 avril 2016.
De nouvelles élections de 14 gouverneurs ont lieu le 6 mai 2022.
La république démocratique du Congo était divisée (jusqu'en juillet 2015) en dix provinces et une ville-province (la capitale Kinshasa) :
| #     | Province         | Chef-lieu  | Superficie (km²) | Population (2015) | Provinces suivantes (depuis juillet 2015)                     |
| ----- | ---------------- | ---------- | ---------------- | ----------------- | ------------------------------------------------------------- |
| 1     | Bandundu         | Bandundu   | 295 658          | 9 494 000         | Kwilu, Mai-Ndombe, Kwango                                     |
| 2     | Bas-Congo        | Matadi     | 54 078           | 5 575 000         | Kongo-Central (renommée)                                      |
| 3     | Équateur         | Mbandaka   | 403 292          | 8 596 000         | Équateur (réduite), Mongala, Nord-Ubangi, Sud-Ubangi, Tshuapa |
| 4     | Kasaï-Occidental | Kananga    | 156 967          | 6 118 000         | Kasaï, Kasaï-Central                                          |
| 5     | Kasaï-Oriental   | Mbuji-Mayi | 168 216          | 7 698 000         | Kasaï-Oriental (réduite), Lomami, Sankuru                     |
| 6     | Katanga          | Lubumbashi | 496 877          | 13 207 000        | Haut-Katanga, Haut-Lomami, Lualaba, Tanganyika                |
| 7     | Kinshasa         | Kinshasa   | 9 965            | 11 575 000        | Kinshasa (inchangée)                                          |
| 8     | Maniema          | Kindu      | 132 250          | 2 333 000         | Maniema (inchangée)                                           |
| 9     | Nord-Kivu        | Goma       | 59 483           | 6 655 000         | Nord-Kivu (inchangée)                                         |
| 10    | Orientale        | Kisangani  | 503 239          | 9 003 000         | Bas-Uele, Haut-Uele, Ituri, Tshopo                            |
| 11    | Sud-Kivu         | Bukavu     | 65 070           | 5 772 000         | Sud-Kivu (inchangée)                                          |
| Total | Total            | Total      | 2 345 095        | 85 026 000        |                                                               |

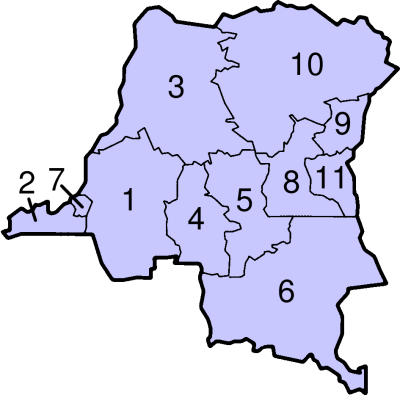
Carte de la république démocratique du Congo mettant en évidence son ancien découpage en onze provinces.

Les deux Kivu et la Maniema ne formaient cependant qu'une seule province jusqu'en 1988, la province du Kivu.